# Alexandra Dindiligan
Alexandra Dindiligan (n. 16 februarie 1997, în Galați) este o handbalistă română care joacă pentru CSM București pe postul de extremă stânga. Anterior Dindiligan a evoluat pentru „U” Cluj și HC Zalău.
În anul 2014, Alexandra Dindiligan a câștigat cu echipa de junioare a României medalia de aur la Campionatul Mondial din Macedonia, iar cu echipa națională de tineret a României a obținut medalia de bronz la Campionatul Mondial din 2016.

## Palmares
- Campionatul Mondial pentru Junioare:
  -  Medalie de aur: 2014

- Campionatul Mondial pentru Tineret:
  -  Medalie de bronz: 2016

## Statistică goluri și pase de gol
Conform Federației Române de Handbal, Federației Europene de Handbal și Federației Internaționale de Handbal:
| Sezon                | Echipă | Goluri |
| -------------------- | ------ | ------ |
|                      |        |        |
| 2015-16              |        |        |
| „U” Alexandrion Cluj | 42     |        |
|                      |        |        |
| 2016-17              |        |        |
| „U” Cluj             | 23     |        |
|                      |        |        |
| 2017-18              |        |        |
| „U” Cluj             | 12     |        |
|                      |        |        |
| 2018-19              |        |        |
| „U” Cluj             | 52     |        |
|                      |        |        |
| 2019-20              |        |        |
| „U” Cluj             | 36     |        |

| Sezon                | Echipă | Goluri |
| -------------------- | ------ | ------ |
|                      |        |        |
| 2015-16              |        |        |
| „U” Alexandrion Cluj | 4      |        |
|                      |        |        |
| 2016-17              |        |        |
| „U” Cluj             | 7      |        |
|                      |        |        |
| 2017-18              |        |        |
| „U” Cluj             | -      |        |
|                      |        |        |
| 2018-19              |        |        |
| „U” Cluj             | 11     |        |
|                      |        |        |
| 2019-20              |        |        |
| „U” Cluj             | 19     |        |

| Ediția           | Echipă | Goluri | Pase de gol |
| ---------------- | ------ | ------ | ----------- |
|                  |        |        |             |
| Polonia 2013     |        |        |             |
| România junioare | 13     | -      |             |

| Ediția           | Echipă | Goluri | Pase de gol |
| ---------------- | ------ | ------ | ----------- |
|                  |        |        |             |
| Macedonia 2014   |        |        |             |
| România junioare | 7      | 1      |             |

| Ediția          | Echipă | Goluri | Pase de gol |
| --------------- | ------ | ------ | ----------- |
|                 |        |        |             |
| Spania 2015     |        |        |             |
| România tineret | 8      | 4      |             |

| Ediția          | Echipă | Goluri | Pase de gol |
| --------------- | ------ | ------ | ----------- |
|                 |        |        |             |
| Rusia 2016      |        |        |             |
| România tineret | 30     | 3      |             |

| Ediția         | Echipă | Goluri | Pase de gol |
| -------------- | ------ | ------ | ----------- |
|                |        |        |             |
| Danemarca 2020 |        |        |             |
| România        | 1      | -      |             |